# Lacalm
Lacalm è un comune francese soppresso e frazione del dipartimento dell'Aveyron della regione dell'Occitania. Dal 1º gennaio 2016 si è fuso con i comuni di Alpuech, Graissac, La Terrisse, Sainte-Geneviève-sur-Argence e Vitrac-en-Viadène per formare il nuovo comune di Argences-en-Aubrac.

## Società

### Evoluzione demografica
Abitanti censiti